# Budo Budo
Budo Budo é uma aldeia de São Tomé e Príncipe, localiza-se no Distrito de Cantagalo, ilha de São Tomé, próxima às localidades de Santana e de Mestre António.